# Kim Hyun-sung
Kim Hyun-sung ((김현성?, 金賢聖?); Suwon, 27 settembre 1989) è un calciatore sudcoreano, attaccante svincolato.

## Carriera

### Club
Il 1º maggio 2013 segna il suo primo gol in carriera nella AFC Champions League.

### Nazionale
Ha vinto la medaglia di bronzo ai Giochi Olimpici di Londra nel 2012.

## Palmarès

### Club

#### Competizioni nazionali
- Campionato sudcoreano: 2

Seoul: 2010, 2012
- Coppa di Corea del Sud: 1

Seoul: 2015
- Coppa di Lega sudcoreana: 1

Seoul: 2010